# Isaac Jaquelot
Isaac Jaquelot est un théologien protestant, né à Vassy le 16 décembre 1647 et mort le 15 octobre 1708. 

## Biographie
Il quitte la France à la révocation de l'édit de Nantes, se retire d'abord à Heidelberg, puis à La Haye, et enfin à Berlin où il remplit les fonctions de prédicateur du roi et de pasteur de l'église française. Il eut de vives disputes avec Bayle et Jurieu. 

## Œuvres
On a de lui, entre autres écrits : 
- 1697 : Dissertation sur l'existence de Dieu, 3 vol., Amsterdam (Paris, 1744)
- 1699 : Dissertation sur le Messie, La Haye
- 1715 : Traité de la vérité et de l'inspiration des livres du Vieux et du Nouveau Testament, Rotterdam.